# Cosmasterias lurida
Cosmasterias lurida är en sjöstjärneart som först beskrevs av Philippi 1858.  Cosmasterias lurida ingår i släktet Cosmasterias och familjen trollsjöstjärnor. Inga underarter finns listade i Catalogue of Life.